# 上間善一郎
上間 善一郎（うえま ぜんいちろう、1985年12月28日 - ）は、日本のミュージシャン、シンガーソングライター。沖縄県生まれ、大阪府育ち。血液型A型。

## 来歴
1999年の夏にギターを始め、翌年1月に大阪・八尾市内での路上ライブも開始する。2004年2月に上京。
2004年8月から12月までの5か月間、日本テレビ『ズームイン!!SUPER』のコーナー「青春18路上きっぷ・全国47のうた」で全国47都道府県を歌いながら自転車で旅をした。旅の途中で出来た曲は、ミニアルバム『青春18路上きっぷ 全国47のうた』としてリリースされた。
2007年、「CATAMARAN」を結成。ボーカルとギターを担当。2010年2月26日解散。
2012年、「UNIST」としてavexからメジャーデビューをした。2016年6月1日、赤坂BLITZでの「UNIST TOUR 2016 FES‼ FINAL」をもって解散。
2015年、和田泰右と「ZEAT」を結成。
現在はZEN名義でライブ出演や楽曲提供をしている。

## ディスコグラフィ
上間がソロ活動で発表した作品のみを記述する。
1. 1stミニアルバム『青春18路上きっぷ 全国47のうた』（2005年3月30日、STLI-00001）
  1. 暁（大阪）
  2. Over the World（北海道）
  3. 菜の花（青森）
  4. タイムマシーン（岐阜）
  5. 大切な詩（八尾）
  6. Bye-Bye Black Bird（沖縄）
  7. 手をつなごう（東京）
2. セカンド・ミニ・アルバム『路上の音』（2005年9月7日、STLI-00002）
  1. いろんな人
  2. ピストルの唄
  3. アイノウタ
  4. 明けない夜
  5. ツキアカリ
  6. 蒼いキセキ
  7. All for the one world